# Piper PA-31 Navajo
La Piper PA-31 Navajo es una familia de aviones de cabina bimotores, diseñada y construida por Piper Aircraft para el mercado de aviación general, usando la mayoría motores Lycoming. También fue construido bajo licencia en una serie de países latinoamericanos. Destinado a realizar operaciones de carga a pequeña escala y de aerolíneas regionales y al mercado corporativo, el avión resultó un éxito. Continúa demostrando ser una elección popular, pero debido a la muy menguada demanda del sector de aviación de los años 80, la producción del PA-31 cesó en 1984.

## Diseño y desarrollo

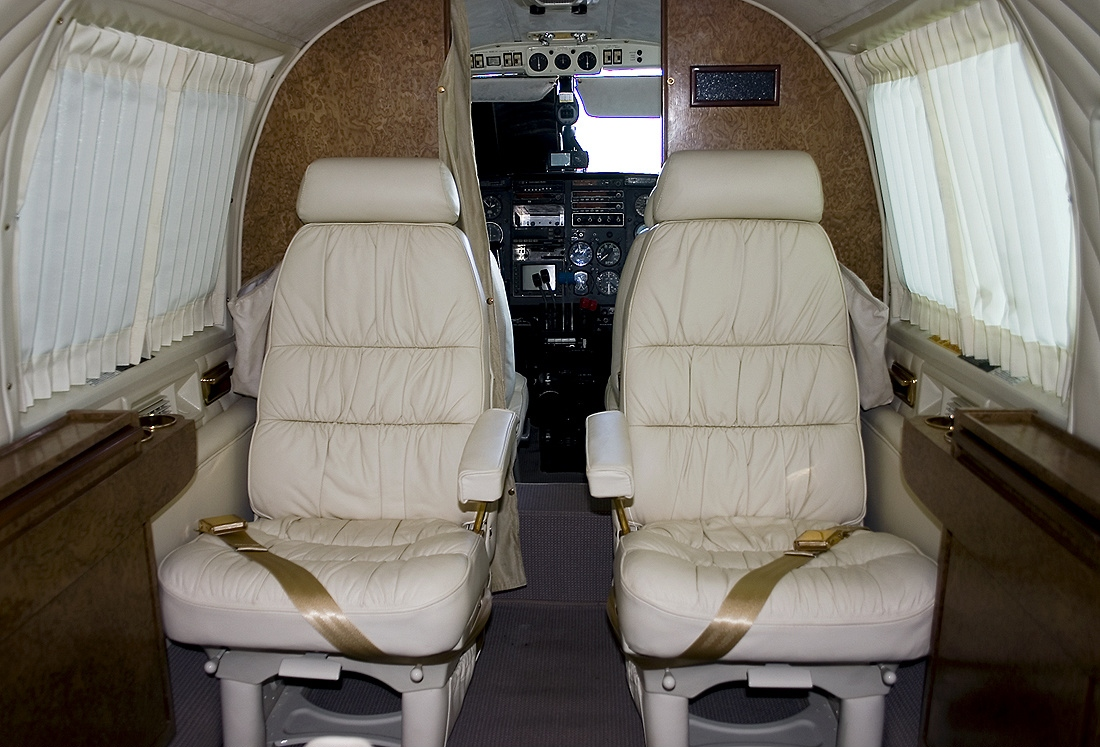
Cabina del PA-31 Navajo.

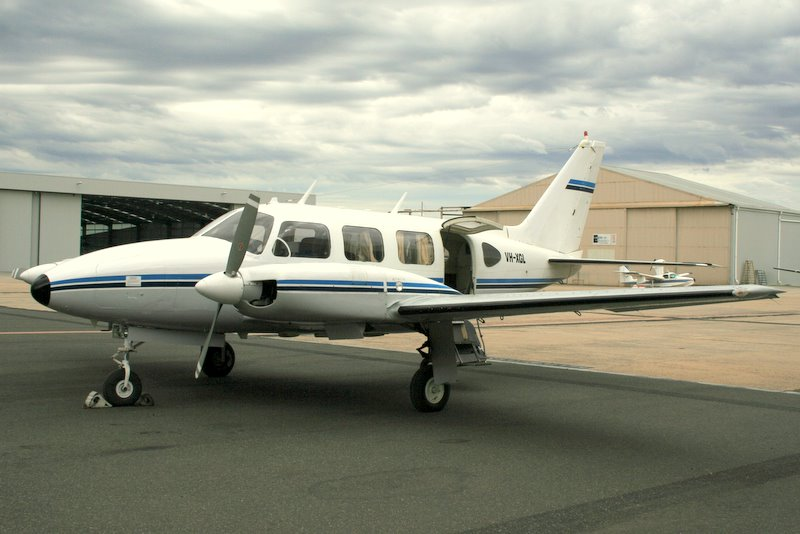
El Navajo producido n.º 30, equipado con hélices bipala y acceso a cabina temprano de dos partes (sin la tercera puerta, introducida más tarde).

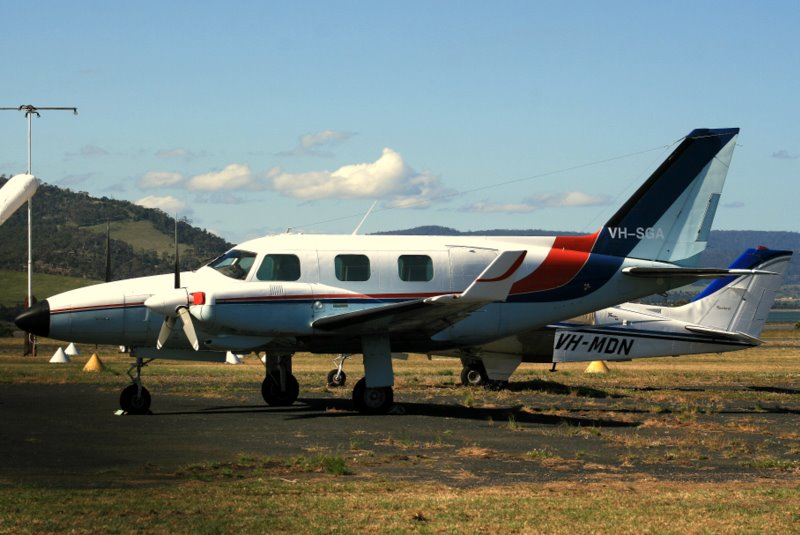
PA-31P Pressurized Navajo, modificado con winglets.

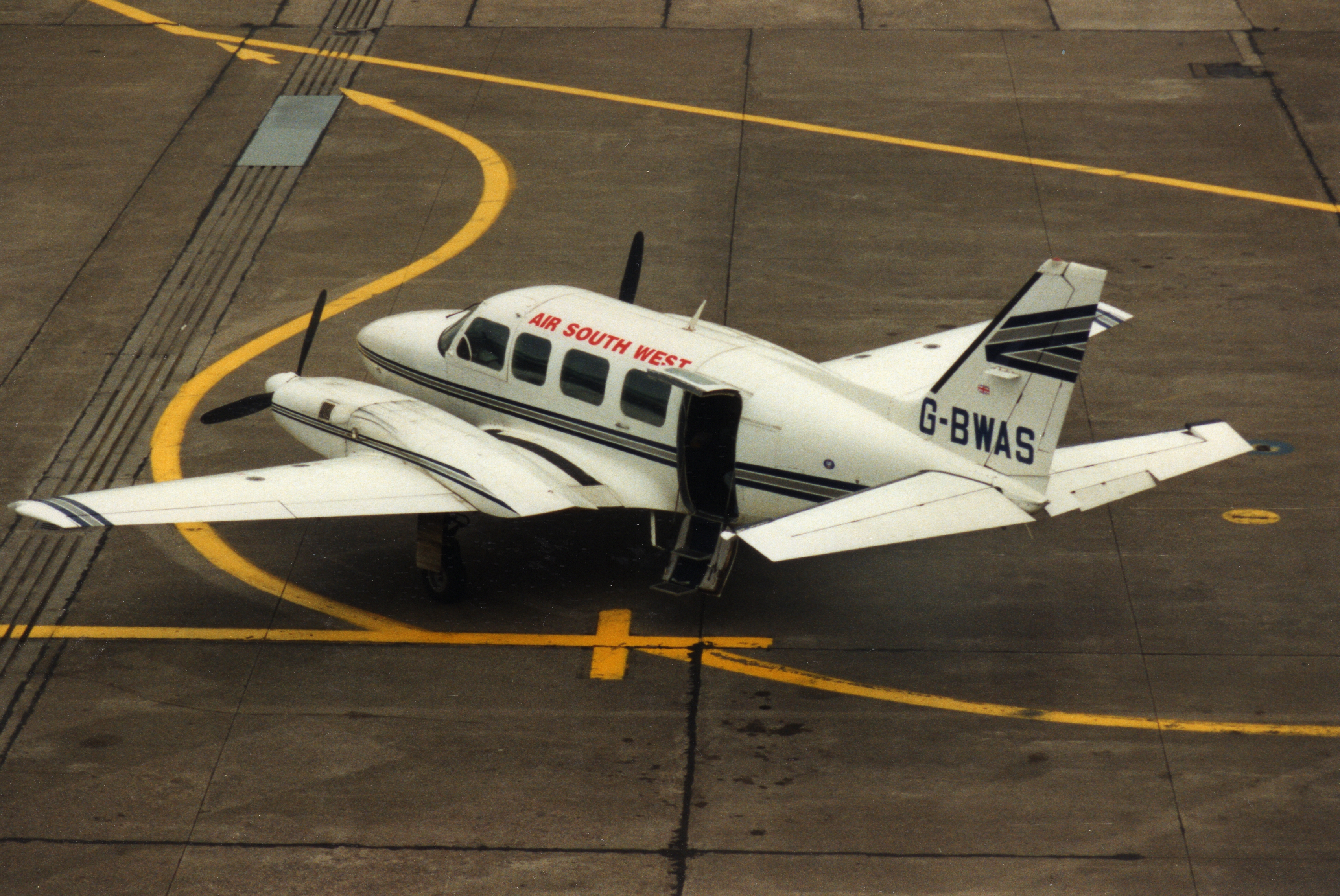
PA-31-350 Chieftain en servicio con Air South West, en el Dublin Airport en 1994.

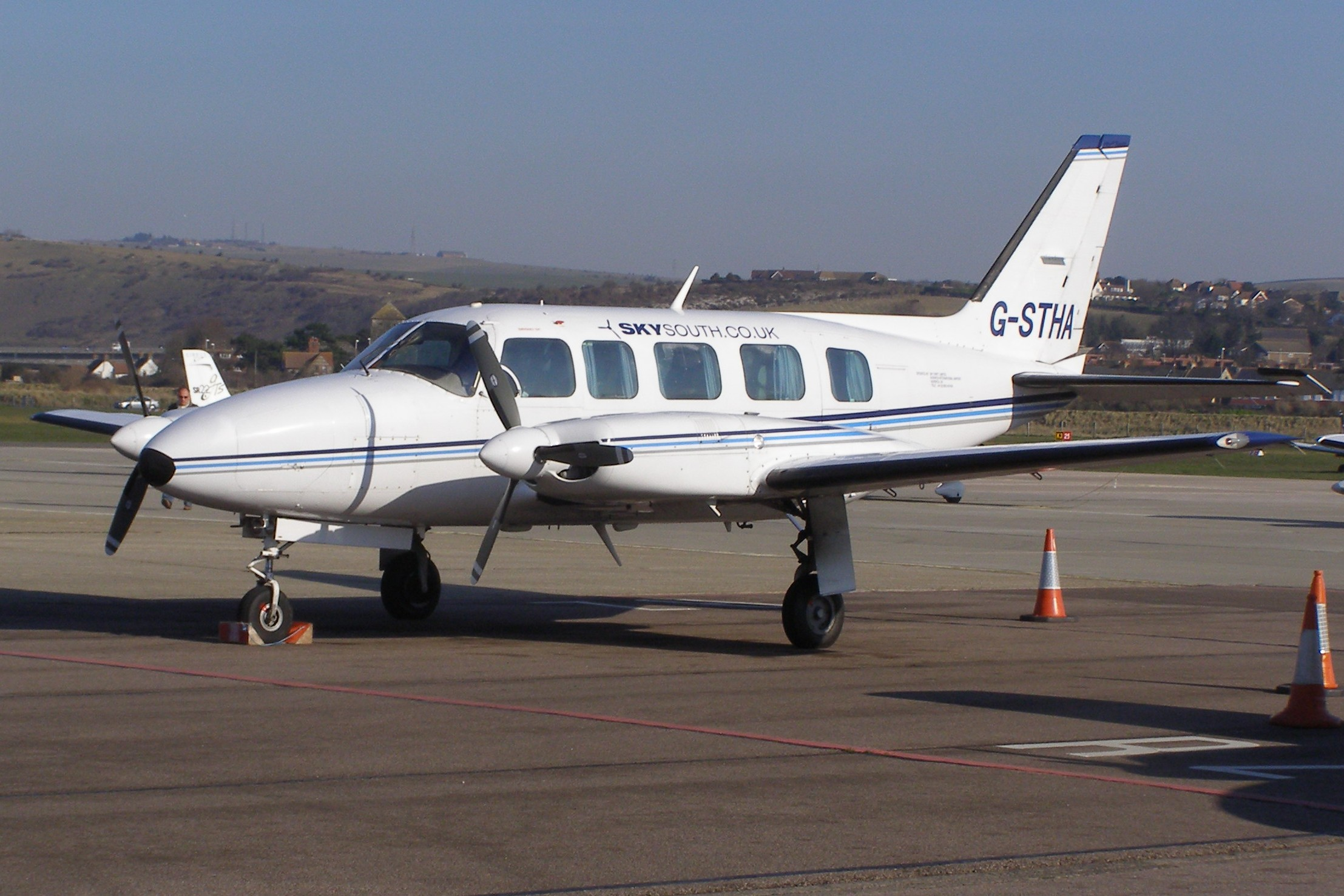
PA-31-350 Navajo Chieftain de 1980.

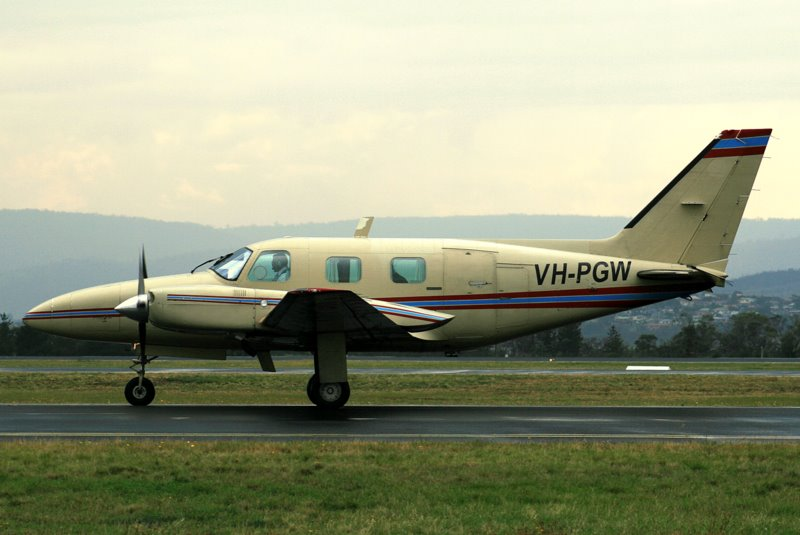
PA-31P-350 Mojave.

A solicitud del fundador de la compañía William T. Piper, Piper comenzó el desarrollo de un avión de transporte regional y corporativo, bimotor y de seis a ocho asientos, en 1962, bajo el nombre de proyecto Inca. El modelo, ya designado PA-31 y pareciendo un Twin Comanche sobreescalado, fue presentado oficialmente a finales de 1964, tras su primer vuelo el 30 de septiembre del mismo año. Era un monoplano de ala baja con cola convencional, propulsado por dos motores turbosobrealimentados Lycoming TIO-540-A de 231 kW (310 hp) instalados bajo capotas llamadas "tiger shark" (tiburón tigre), una característica compartida con el Twin Comanche y con el PA-23 Aztec. Una vez avanzadas las pruebas, se añadieron dos ventanas de cabina a cada lado del fuselaje y los motores se movieron más hacia delante. El PA-31, ya llamado "Navajo" por la tribu nativa americana, no fue certificado por la Administración Federal de Aviación (FAA) hasta el 24 de febrero de 1966, y las entregas no comenzaron hasta el año siguiente, después de que el modelo fuese certificado a mitad de 1966 con un incremento del peso máximo al despegue (MTOW) de 2812 kg (6200 lb) a 2948 kg (6500 lb).
El PA-31-300 fue el siguiente modelo, certificado por la FAA en junio de 1967. Este modelo fue el único de la serie PA-31 que no dispone de motores turbosobrealimentados. Se instalaron un par de motores Lycoming IO-540-M1A5 de 224 kW (300 hp) en el PA-31-300, moviendo hélices bipala. Tras la introducción del PA-31-300, el modelo turbosobrealimentado comenzó a conocerse de forma no oficial como PA-31-310. El PA-31-300 fue producido solo en 1968 y 1969, y posee la más pequeña producción de las series del PA-31, con solo 14 aviones producidos.
El siguiente miembro de la familia fue también el primer avión presurizado de Piper, el PA-31P Pressurized Navajo, certificado a finales de 1969. El desarrollo del PA-31P había comenzado en enero de 1966, antes de que la FAA concediese un certificado de tipo al PA-31. El PA-31P estaba propulsado por motores Lycoming TIGO-541-E de 317 kW (425 hp) y, comparado con los modelos anteriores, poseía un morro más largo, menos ventanas más pequeñas, depósitos de combustible de 95 l en las góndolas motoras, y un acceso a cabina de una sola pieza con escalerilla incluida, en lugar de las dos puertas separadas de los modelos sin presurizar. El MTOW fue muy incrementado hasta los 3538 kg (7800 lbs). También conocido no oficialmente como PA-31P-425, el PA-31P fue producido desde 1970 hasta 1977.
En 1971, Piper introdujo mejoras en el modelo PA-31. El Navajo B presentaba aire acondicionado, espacio de equipaje incrementado y, con la adición de espacios de almacenamiento en la parte trasera de las extendidas góndolas, una tercera puerta junto a los accesos de cabina para facilitar la carga de equipajes, y una puerta separada opcional para que el piloto accediera a la cabina.
En septiembre de 1972, Piper presentó el PA-31-350 Navajo Chieftain, una versión alargada del Navajo B con motores más potentes y hélices de rotación contraria que evitaban los problemas de manejo con motor crítico. El fuselaje fue alargado 0,61 m, permitiendo instalar hasta diez asientos en total. Se instalaron variantes del Lycoming TIO-540 de 261 kW (350 hp) en el Chieftain, con un LTIO-540 de rotación opuesta instalado en el ala derecha; el MTOW fue incrementado hasta los 3175 kg (7000 lbs). La introducción del Chieftain fue retrasada debido a una inundación en la fábrica de Piper en Lock Haven, Pennsylvania, causada por el huracán Agnes, y las entregas no comenzaron hasta 1973. En 1974, Piper usó un Navajo B como base para desarrollar un nuevo modelo, el PA-31-325 Navajo C/R. El Navajo C/R disponía de versiones de menor potencia de los motores de rotación opuesta del Chieftain, ajustados a 242 kW (325 hp). Tras la certificación del PA-31-325 en mayo de 1974, la producción comenzó con el modelo del año 1975. El Navajo B también fue reemplazado en el modelo del año 1975 por la versión Navajo C del modelo PA-31.
Piper estableció su T1000 Airliner Division en mayo de 1981 en su fábrica de Lakeland (Florida). Había dos aviones en la serie T1000. El T1020, o más exactamente PA-31-350T1020 (escrito así originalmente), era un PA-31-350 Chieftain optimizado y comercializado para el mercado de las aerolíneas regionales. Presentaba una capacidad de combustible reducida respecto a la del Chieftain estándar, no estando instalados los depósitos auxiliares de combustible de 151 l en cada ala del mismo en el T1020. También tenía una reducida capacidad de almacenamiento de equipaje de 272 kg de caga máxima en lugar de los 318 kg del Chieftain, y hasta once asientos. El primer T1020 fue entregado en diciembre de 1981. El segundo avión de la serie T1000 fue el T1040 (el modelo PA-31T3). El T1040 era un híbrido, presentando el fuselaje principal del PA-31-350T1020 con el morro y la cola del PA-31T1 Cheyenne I. Las alas eran similares a las del Cheyenne I, pero con capacidad de combustible reducida y espacios para el equipaje en las góndolas motoras, similares a los del Chieftain. También estaba disponible un contenedor de carga bajo el vientre, opcional. Los motores turbohélice Pratt & Whitney Canada PT6A-11 eran los mismos que los del Cheyenne I. Las entregas del T1040 comenzaron en julio de 1982. Se propuso una variante T1050 con el fuselaje alargado 3,51 m y 17 asientos de capacidad, como una conversión de fábrica de aviones existentes, pero no se desarrolló.
El último miembro de la familia PA-31 en entrar en producción fue el PA-31P-350 Mojave. Como el T1040, el Mojave era un híbrido, pero, mientras que el T1040 era esencialmente un Chieftain turbohélice, el Mojave era más o menos una versión a pistón del Cheyenne. El Mojave combinaba el fuselaje del Cheyenne I con la cola del Chieftain. Las alas eran similares a las del Chieftain, pero con una mayor fortaleza estructural, un aumento de 1,2 m en la envergadura y mayor capacidad de combustible, con 920 l. Los motores eran variantes ligeramente diferentes de los TIO-540 y LTIO-540 del Chieftain, estando equipados con intercooler y, como el Chieftain, poseía compartimentos de equipaje en la parte trasera de las góndolas. El MTOW del Mojave de 3266 kg (7000 lbs) era 91 kg (200 lbs) mayor que el del Chieftain. Certificado en 1983, al igual que los T1020 y T1040, el Mojave fue presentado en un momento de recesión económica y solo fue producido en 1983 y 1984; la producción combinada de los T1020, T1040 y Mojave alcanzó menos de 100 aparatos. También se construyeron dos PA-31-353 experimentales a mitad de los años 80.

### Fabricación bajo licencia
La serie PA-31 fue fabricada bajo licencia en varios países a partir de piezas suministradas por Piper. Chincul SACAIFI en Argentina ensambló, en su mayor parte, aviones de las series PA-A-31, PA-A-31-325, PA-A-31P y PA-A-31-350, y Aero Industrial Colombiana SA (AICSA) en Colombia, de PA-31, PA-31-325 y PA-31-350. El PA-31-350 Chieftain también fue ensamblado bajo licencia en Brasil por Embraer, como EMB 820C Navajo. En 1984, la compañía Indústria Aeronáutica Neiva, subsidiaria de Embraer, comenzó a convertir Embraer EMB 820C con la instalación de motores turbohélice Pratt & Whitney Canada PT6; Neiva nombró los aviones convertidos como Carajá.

## Variantes

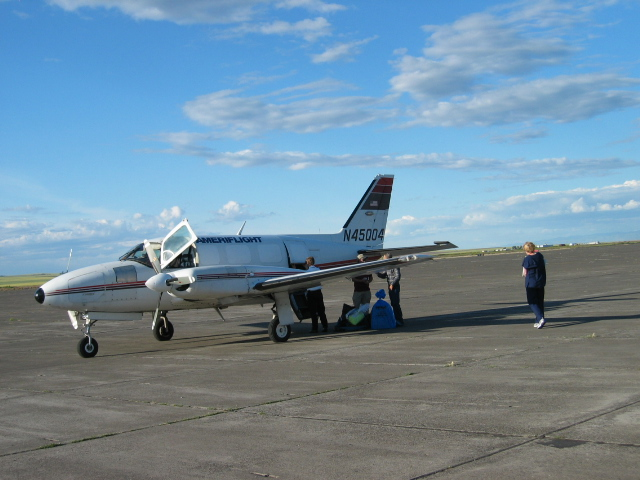
Piper PA-31-350 Navajo Chieftain de Ameriflight.

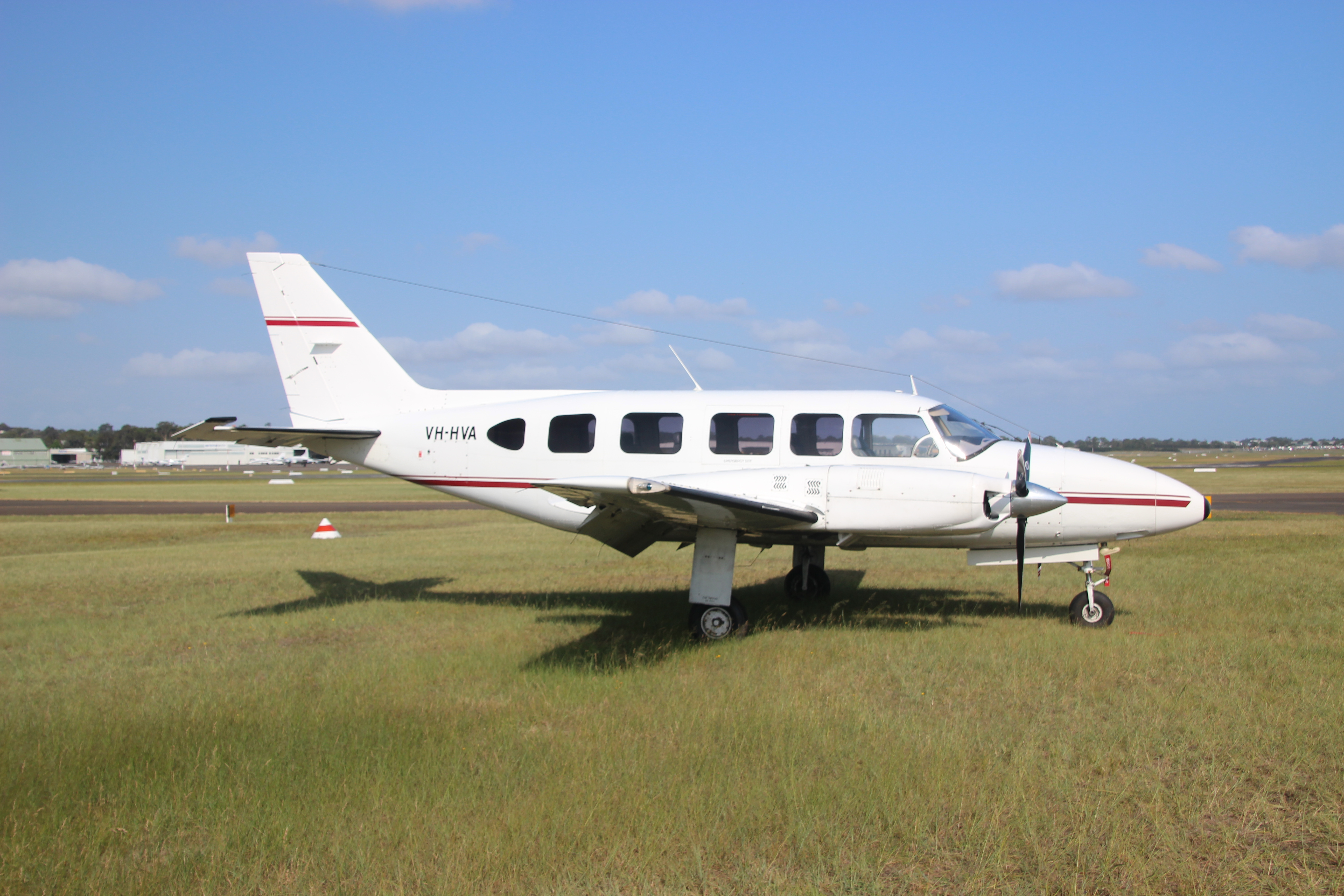
EMB 820C, Chieftain construido bajo licencia.

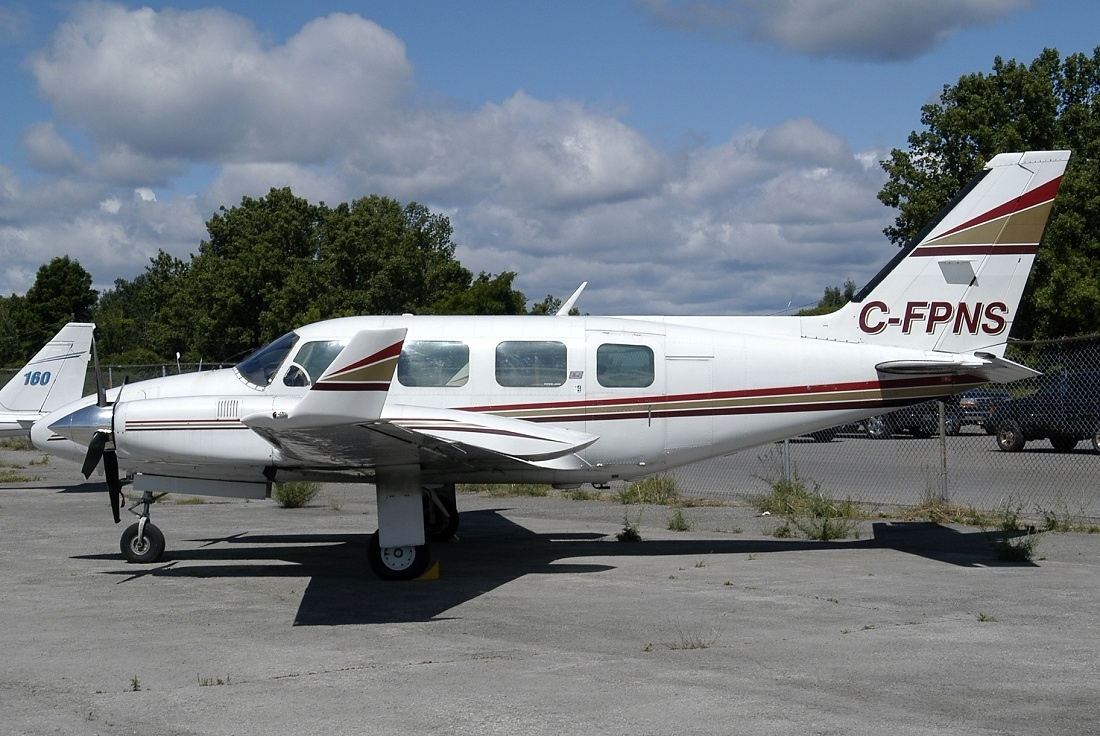
Conversión PA-31-325 Navajo Panther.

PA-31 Navajo
Versión de producción inicial, también conocida no oficialmente como PA-31-310.
PA-31-300 Navajo
Variante del Navajo con motores normalmente aspirados; 14 construidos.
PA-31 Navajo B
Nombre comercial para la versión mejorada de 1971 con motores turbosobrealimentados Lycoming TIO-540-E de 231 kW (310 hp), nuevo aire acondicionado y puerta de acceso para el piloto, y puerta utilitaria ancha opcional.
PA-31 Navajo C
Nombre comercial para la versión mejorada de 1974 con motores Lycoming TIO-540-A2C de 231 kW (310 hp) y otras mejoras menores.
PA-31P Pressurized Navajo
Versión presurizada del PA-31 Navajo, propulsada por dos motores de pistón Lycoming TIGO-541-E1A de 317 kW (425 hp).
PA-31-325 Navajo
Conocido como "Navajo C/R" por Counter-rotating (contrarrotatorio); variante del Navajo con motores contrarrotatorios introducidos en el PA-31-350 Chieftain. Motores Lycoming TIO-540/LTIO-540 de 242 kW (325 hp).
PA-31-350 Chieftain
Versión alargada del Navajo con motores más potentes de 261 kW (350 hp) (un Lycoming TIO-540 y un Lycoming LTIO-540), para eliminar los problemas de motor crítico.
PA-31P-350 Mojave
Variante de motor de pistón del PA-31T1 Cheyenne I; 50 construidos.
PA-31-350T1020
También conocido como T1020/T-1020; variante del PA-31-350 Chieftain optimizado para su uso por aerolíneas regionales, con menos equipaje y capacidad de combustible, y aumentada capacidad de asiento (nueve pasajeros). Primer vuelo el 25 de septiembre de 1981. 21 construidos.
PA-31T3
También conocido como T1040/T-1040; avión comercial turbohélice con el fuselaje del PA-31-350T1020, y las alas, cola y motores Pratt & Whitney Canada PT6A-11 del PA-31T Cheyenne. Primer vuelo el 17 de julio de 1981. 24 construidos.
PA-31-353
Versión experimental del PA-31-350; dos construidos.
T1050
Avión comercial no construido con el fuselaje alargado 3,51 m respecto del PA-31-350.
EMB 820C
Versión del Chieftain construida bajo licencia por Embraer en Brasil.
Neiva Carajá
Conversión turbohélice de EMB 820C, equipada con motores Pratt & Whitney Canada PT6A-27 limitados a 550 shp. El MTOW del Carajá de 3630 kg (8003 lbs) era 454 kg (1000 lbs) mayor que el del Chieftain.
Colemill Panther
Navajo remotorizado con Lycoming TIO-540-J2B de 261 kW (350 hp), hélices cuatripala Hartzell "Q-Tip" y winglets opcionales. Conversión diseñada por Colemill Enterprises de Nashville, Tennessee. Los certificados de tipo suplementarios (STC) fueron vendidos más tarde a Mike Jones Aircraft Sales, que continúa convirtiendo versiones PA-31, PA-31-325 y PA-31-350 con las características desarrolladas por Colemill.
| Modelo     | Construidos | Lugar               |
| ---------- | ----------- | ------------------- |
| PA-31      | 1785        | Lock Haven Lakeland |
| PA-31-350  | 1825        | Lock Haven Lakeland |
| T-1020     | 21          | Lakeland            |
| PA-31-353  | 2           | Lakeland            |
| PA-31P     | 259         | Lock Haven          |
| PA-31P-350 | 50          | Lock Haven          |
| Total      | 3942        |                     |

## Operadores
Argentina
- Fuerza Aérea Argentina

 Chile
- Servicios Aéreos Puerto Montt

 Colombia
- Policía Nacional de Colombia
- Charter Express SAS[32]

 Costa Rica
- Servicio de Vigilancia Aérea

 El Salvador

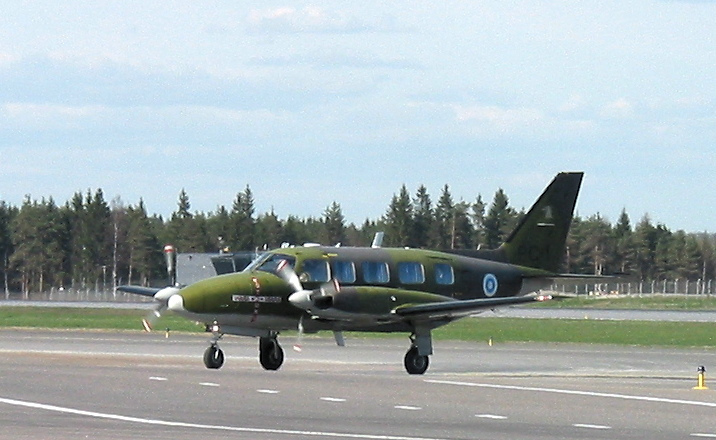
Piper Chieftan de la Fuerza Aérea Finlandesa en el Aeropuerto de Helsinki-Vantaa en 2005.

- Centro de Adiestramiento Aéreo Avanzado[33]

 España
- Ejército del Aire[34]

 Finlandia
- Fuerza Aérea Finlandesa

 Guatemala
- Fuerza Aérea Guatemalteca

 Honduras
- Fuerza Aérea de Honduras

 Islandia
- Flugfélag Vestmannaeyja

 Panamá
- Servicio Nacional Aeronaval

 Perú
- North American Float Plane Service S.A.C.
- Horizons South America S.A.C.

 República Dominicana
- Fuerza Aérea Dominicana

 Venezuela
- Transcarga INTL. AIRWAYS

## Accidentes e incidentes
- El 6 de septiembre de 2014, una PA-31 de la empresa Láser, matrícula HK-4755, se precipitó a tierra minutos después de su despegue en la ruta  Araracuara-Florencia, Caquetá, Colombia. No sobrevivió ninguno de sus 10 ocupantes.
- El 3 de diciembre de 2014, un avión PA-31, matrícula HK-4464, operado por la empresa Nacional de Aviación de Colombia, partió en la mañana (09:30 am) desde el aeropuerto Guaymaral en el norte de Bogotá con rumbo a Bahía Solano-Chocó. Se precipitó a tierra en la Laguna del Silencio, del municipio de la Victoria-Caldas, después de haber informado de fallos a la torre de control. El avión llevaba 10 ocupantes (2 pilotos, 5 niños y 3 adultos), de los que no hubo supervivientes.
- El 1 de agosto de 2016, el PA-31-350 YV607T, operado por Tiuna Tours, cayó a tierra alrededor de 20 km al noroeste de Canaima (SVCN), en ruta desde La Paragua a Canaima en el Estado Bolívar, Venezuela, resultando fallecidas las dos personas a bordo.
- El 15 de septiembre de 2019, la aeronave de Transporte Aéreo no Regular de Pasajeros modelo PA-31-350, matrícula HK5229, fue programada para efectuar un vuelo  entre el aeródromo Guillermo León Valencia de Popayán y el aeródromo López de Micay, departamento del Cauca, Colombia, con dos tripulantes y siete pasajeros. Transcurridos aproximadamente 20 segundos de vuelo, la aeronave perdió altura y se precipitó a tierra contra un área poblada. Siete ocupantes, dos tripulantes y cinco pasajeros, sufrieron lesiones fatales inmediatas; dos pasajeros sufrieron lesiones graves.
- El 21 de noviembre de 2022, un avión PA-31, matrícula HK-5121, operado por SanGerman, se estrelló en el barrio Belén de Medellín, Colombia (cubría la ruta desde Medellín al municipio de Pizarro), debido a la falla de uno de los motores; resultaron fallecidas las ocho personas a bordo.[35]

## Especificaciones

### Características generales
- Tripulación: Uno o dos
- Capacidad: 5 a 7 pasajeros
- Longitud: 9,9 m (32,6 ft)
- Envergadura: 12,4 m (40,7 ft)
- Altura: 4 m (13 ft)
- Superficie alar: 21,3 m² (229,3 ft²)
- Peso vacío: 1782 kg (3927,5 lb)
- Peso máximo al despegue: 2948 kg (6497,4 lb)
- Planta motriz: 2× motor bóxer de 6 cilindros refrigerado por aire Lycoming TIO-540-A.
  - Potencia: 231 kW (318 HP; 314 CV) cada uno.
- Hélices: 1× Tripala metálica de Hartzell Propeller por motor.

### Rendimiento
- Velocidad nunca excedida (Vne): 438 km/h (272,2 mph)[36]
- Velocidad máxima operativa (Vno): 420 km/h (261 MPH; 227 kt) a 4570 m
- Velocidad crucero (Vc): 383 km/h (238 MPH; 207 kt) a 6100 m
- Alcance: 1875 km
- Techo de vuelo: 7315 m (24 000 ft)
- Régimen de ascenso: 7,3 m/s (1437 ft/min)

## Aeronaves relacionadas

### Desarrollos relacionados
- Piper PA-31T Cheyenne

### Aeronaves similares
- Beechcraft Queen Air
- Cessna 402
- Cessna 414
- Aero Commander 500

### Secuencias de designación
- Secuencia PA-_ (interna de Piper): ← PA-28 - PA-29 - PA-30 - PA-31 - PA-31T - PA-32 - PA-32R →
- Secuencia Trp/Tp _ (Aviones de transporte de la Fuerza Aérea Sueca, 1926-presente): ← Tp 47 - Tp 52 - Tp 53 - Tp 54 - Tp 55 - Tp 78 - Tp 79 →
- Secuencia E._ (Aeronaves de Escuela del Ejército del Aire español, 1954-1978): ← E.16 - E.17 - XE.18 - E.18 - E.19 - E.20 - E.21 →
- Secuencia E._ (Aeronaves de Escuela del Ejército del Aire español, 1978-presente): ← E.15 - E.16 - E.17 - E.18 - E.19 - E.20 - E.22 →